# Ful·lerè endoèdric
Un ful·lerè endoèdric és un sistema hoste-convidat on l'hoste és un ful·lerè que conté al seu interior altres àtoms o molècules, dites convidats. N'és un exemple el {\displaystyle {\mathit {i}}\,\mathrm {Li{(+)}[C_{60}\!\!-\!\!{\mathit {I}}_{h}]} }, on la «{\displaystyle {\mathit {i}}} » indica que el ful·lerè {\displaystyle \mathrm {[C_{60}\!\!-\!\!{\mathit {I}}_{h}]} } conté al seu interior un catió Li+.
El terme «ful·lerè endoèdric» fou introduït el 1991 per J. Cioslowski i E.D. Fleischmann i, independentment, pel grup de T. Weiske. L'adjectiu «endoèdric» prové del prefix «endo—» que ve del grec ἐνδο— endo—, que significa «dins», «intern»; i del sufix «—edre», que prové del mot grec hédra, que significa «cara, base».

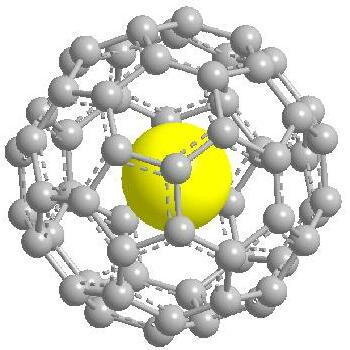
Fórmula general dels ful·lerens endoèdrics amb metalls M.

Avui en dia es coneixen ful·lerens de tota mena que porten encapsulats en el seu interior àtoms, ions, agrupacions d’àtoms metàl·lics i petites molècules com ara dihidrogen, monòxid de carboni, aigua, amoníac o metà.
| Fórmules inicials                | Fórmula IUPAC                                                                       | Nom IUPAC                                   |
| -------------------------------- | ----------------------------------------------------------------------------------- | ------------------------------------------- |
| {\displaystyle {\ce {N@C60}}}    | {\displaystyle {\mathit {i}}\,\mathrm {N[C_{60}\!\!-\!\!{\mathit {I}}_{h}]} }       | (C60)[5,6]Ful·lerè-incar-nitrogen           |
| {\displaystyle {\ce {La3@C82}}}  | {\displaystyle {\mathit {i}}\,\mathrm {La_{3}[C_{82}\!\!-\!\!{\mathit {C}}_{s}]} }  | (C82)[5,6]Ful·lerè-incar-dilantani          |
| {\displaystyle {\ce {Lu3N@C80}}} | {\displaystyle {\mathit {i}}\,\mathrm {Lu_{3}N[C_{80}\!\!-\!\!{\mathit {I}}_{h}]} } | (C80)[5,6]Ful·lerè-incar-nitrur de luteci   |
| {\displaystyle {\ce {Gd3N@C80}}} | {\displaystyle {\mathit {i}}\,\mathrm {Gd_{3}N[C_{60}\!\!-\!\!{\mathit {I}}_{h}]} } | (C80)[5,6]Ful·lerè-incar-nitrur de gadolini |
| {\displaystyle {\ce {He@C60}}}   | {\displaystyle {\mathit {i}}\,\mathrm {He[C_{60}\!\!-\!\!{\mathit {I}}_{h}]} }      | (C60)[5,6]Ful·lerè-incar-heli               |
| {\displaystyle {\ce {Ne@C60}}}   | {\displaystyle {\mathit {i}}\,\mathrm {Ne[C_{60}\!\!-\!\!{\mathit {I}}_{h}]} }      | (C60)[5,6]Ful·lerè-incar-neó                |
| {\displaystyle {\ce {He@C70}}}   | {\displaystyle {\mathit {i}}\,\mathrm {He[C_{70}\!\!-\!\!{\mathit {D}}_{5h(6)}]} }  | (C70)[5,6]Ful·lerè-incar-heli               |
| {\displaystyle {\ce {H2O@C60}}}  | {\displaystyle {\mathit {i}}\,\mathrm {H_{2}O[C_{60}\!\!-\!\!{\mathit {I}}_{h}]} }  | (C60)[5,6]Ful·lerè-incar-aigua              |
| {\displaystyle {\ce {HF@C60}}}   | {\displaystyle {\mathit {i}}\,\mathrm {HF[C_{60}\!\!-\!\!{\mathit {I}}_{h}]} }      | (C60)[5,6]Ful·lerè-incar-fluorur d'hidrogen |
| {\displaystyle {\ce {CH4@C60}}}  | {\displaystyle {\mathit {i}}\,\mathrm {CH_{4}[C_{60}\!\!-\!\!{\mathit {I}}_{h}]} }  | (C60)[5,6]Ful·lerè-incar-metà               |

Els ful·lerens endoèdrics amb metalls com a convidats són nous materials amb aplicacions potencials relacionades amb el magnetisme, la superconductivitat i les propietats òptiques no lineals. A més, la seva relativa baixa reactivitat fa que siguin estructures ideals per les aplicacions mèdiques, com ara com a contenidors de radioisòtops que es puguin utilitzar en la medicina nuclear reduint els efectes secundaris de la ingesta directa de sals dels àtoms radioactius. També com a agents de contrast en tècniques d’imatge mèdica per ressonància magnètica. A més aquests sistemes tenen una elevada capacitat d’acceptar electrons el que els fa ideals per formar part de cel·les fotovoltaiques. També tenen estats excitats d’espín accessibles, el que els converteix en compostos interessants per ser emprats en els futurs ordinadors quàntics. La reactivitat d’aquestes espècies és complexa donat que la interacció entre l’espècie encapsulada i la caixa de carboni implica canvis molt importants en la reactivitat del ful·lerè encapsulat en comparació amb el ful·lerè sense l’espècie encapsulada.